# Pokémon: Lucario i Tajemnica Mew
Pokémon: Lucario i Tajemnica Mew (jap. 劇場版ポケットモンスターアドバンスジェネレーション ミュウと波導の勇者ルカリオ Gekijōban Pocket Monsters Advanced Generation: Mew to hadō no yūsha Lucario; ang. Pokémon: Lucario and the Mystery of Mew) – ósmy film o Pokémonach na podstawie anime Pokémon.

## Dubbing
| Postać       | Japoński dubbing   | Angielski dubbing      |
| ------------ | ------------------ | ---------------------- |
| Ash          | Rica Matsumoto     | Veronica Taylor        |
| May          | Midori Kawana      | Veronica Taylor        |
| Max          | Fushigi Yamada     | Amy Birnbaum           |
| Brock        | Yūji Ueda          | Eric Stuart            |
| Pikachu      | Ikue Ōtani         | Ikue Ōtani             |
| Grovyle      | Yuji Ueda          | Darren Dunstan         |
| Combusken    | Chinami Nishimura  | Darren Dunstan         |
| Munchlax     | Chie Satö          | Darren Dunstan         |
| Lucario      | Daisuke Namikawa   | Sean Schemmel          |
| James        | Shin'ichiro Miki   | Eric Stuart            |
| Jessie       | Megumi Hayashibara | Rachael Lillis         |
| Meowth       | Inuko Inuyama      | Maddie Blaustein       |
| Mew          | Satomi Kōrogi      | Satomi Korogi          |
| Kidd Summers | Daisuke Gōri       | Rebecca Soler          |
| Lt. Banks    | Takeshi Aono       | Pete Zarustica         |
| Sir Aaron    | Kōichi Yamadera    | Jason Anthony Griffith |
| Rin          | Momoko Kikuchi     | Bella Hudson           |
| Lady Eileen  | Momoko Kikuchi     | Bella Hudson           |
| Narrator     | Unshou Ishizuka    | Mike Pollock           |